# Longino (cónsul 486)
Flavio Longino (en latín: Flavius Longinus, floruit 475–491) fue un político del Imperio romano oriental, hermano de emperador Zenón y dos veces cónsul (en 486 y 490).

## Biografía
Longino provenía de la región de Isauria, en Asia Menor. Su padre era conocido como Kodisa (como atestigua el patronímico de su hermano "Tarasicodissa"), su madre era Lallis o Lalis y su mujer era una Valeria con la que tuvo una hija llamada Longina.
Cuándo su hermano, el emperador Zenón, fue depuesto por Basilisco y perseguido por el ejército imperial en Isauria (475), Longino fue capturado por el general isaurio Illos y retenido como prisionero durante una década. Illos, que había sido un seguidor de Basilisco pero después se pasó al bando de Zenón, utilizó a Longino para mantener a Zenón bajo control. En 483, cuándo Zenón pidió la liberación de Longino, Illos se negó empezando la rebelión que llevó a su muerte.
Después de ser liberado en 485, Longino empezó una carrera militar, siendo ascendido al puesto de magister militum praesentialis (485) y nombrado cónsul dos veces, en 486 y 490. Dirigió una campaña militar contra los macrones y dio generosamente a los ciudadanos de Constantinopla, pagando cuatro nuevos bailarines para las facciones del hipódromo en reemplazo de otros más mayores.
A la muerte de Zenón en 491, Longino era uno de los candidatos para la sucesión, pero su origen isaurio, que ya había causado problemas a Zenón, le perjudicaba. Ariadna, la viuda de Zenón, escogió a Anastasio, un oficial del ejército.
Longino entonces promovió una revuelta en Isauria, conocida como la guerra isáurica. Anastasio le forzó a tomar los votos y le exilió a la Tebaida en Egipto para después derrotar en 492 al el ejército rebelde dirigido por Longino de Cardala y finalmente acabar con los últimos restos de la revuelta seis años más tarde con la muerte de su último dirigente, Longino de Selino. La madre de Longino se retiró a un monasterio en Brochthi en Bitinia ante la noticia del exilio de su hijo.